# Alexis Arquette
Pour les articles homonymes, voir Arquette.
Alexis Arquette, née Robert Arquette le 28 juillet 1969 à Los Angeles (Californie) et morte le 11 septembre 2016 à Beverly Hills (Californie), est une actrice américaine.

## Biographie
Née Robert Arquette, elle effectue par la suite une opération de changement de genre et choisit le prénom d'Alexis. Elle est la fille de Lewis Arquette et petite-fille de Cliff Arquette, Alexis Arquette a pour sœurs Patricia et Rosanna, et pour frères Richmond et David, ex-époux de la comédienne Courteney Cox.
Elle fait sa première apparition à l'écran en 1982 dans le clip She's a Beauty du groupe The Tubes. Moins connue que Patricia, Rosanna et David, la majorité de son travail cinématographique consiste en une quarantaine de films, dont beaucoup de « petits budgets » ou films indépendants. C'est notamment le cas pour son rôle de la femme trans Georgette dans Dernière sortie pour Brooklyn qui a reçu des bonnes critiques, son premier rôle au cinéma.
Sous la caméra de Lazar Saric, elle s’essaye à la production dans Killer Drag Queens On Dope dans lequel elle joue le rôle de Ginger.
Elle apparaît pour la dernière fois au cinéma dans le film Famille recomposée de Frank Coraci.
Alexis Arquette a aussi participé à des films pornographiques à petit budget en tant qu'Eva Destruction.

### Vie privée et décès
Son opération de chirurgie de réattribution sexuelle effectuée en 2006 est documentée dans le film Alexis Arquette : Elle est mon frère présenté en avant-première au festival du film de Tribeca 2007.
Alexis Arquette décède le 11 septembre 2016, des suites d'une infection bactérienne au cœur liée au sida dont elle est atteinte depuis 29 ans.

### Hommages
La Alexis Arquette Family Foundation est fondée après sa mort pour venir en aide aux patients LGBT+ en matière de santé mentale.

## Filmographie
- 1989 : Dernière sortie pour Brooklyn (Last Exit to Brooklyn) d'Uli Edel : Georgette
- 1990 : Death of a Schoolboy
- 1992 : Miracle Beach (en)
- 1992 : Jumpin' at the Boneyard
- 1992 : Terminal Bliss (en)
- 1992 : Des souris et des hommes (Of Mice and Men) de Gary Sinise : Whitt
- 1993 : Grey Knight (Ghost Brigade) de George Hickenlooper : Caporal Dawson
- 1993 : Grief
- 1993 : Jack Be Nimble (en)
- 1994 : Deux garçons, une fille, trois possibilités (Threesome) de Andrew Fleming : Richard (Dick en VO)
- 1994 : Frank and Jesse (en)
- 1994 : Pulp Fiction de Quentin Tarantino : le 4e homme, caché dans les toilettes
- 1994 : Don't Do It
- 1995 : Paradise Framed
- 1995 : Wigstock The Movie (en) (documentaire)
- 1995 : Frisk (en)
- 1995 : White Man de Desmond Nakano : la mendiante
- 1996 : Kiss & Tell (en)
- 1996 : Les Enfants du diable (Sometimes They Come Back... Again) d'Adam Grossman : Tony Reno
- 1996 : Des choses que je ne t'ai jamais dites (Things I Never Told You) d'Isabel Coixet : Paul
- 1996 : Never Met Picasso
- 1996 : Scream, Teen, Scream (court métrage)
- 1997 : Inside Out (en) (court métrage)
- 1997 : I Think I Do de Brian Sloan : Bob
- 1997 : Goodbye America (en)
- 1997 : Close To (court métrage)
- 1998 : Love Kills (en)
- 1998 : Fool's Gold
- 1998 : Wedding Singer : Demain, on se marie ! (The Wedding Singer) de Frank Coraci : George Stitzer
- 1998 : Cleopatra's Second Husband (en)
- 1998 : Les Démons du maïs 5 : La Secte des damnés (Children of the Corn V: Fields of Terror) d'Ethan Wiley : Greg
- 1998 : La Fiancée de Chucky (Bride of Chucky) de Ronny Yu : Damien Baylock / Howard Fitzwater
- 1999 : Tomorrow by Midnight
- 1999 : Out in Fifty
- 1999 : Elle est trop bien (She's All That) de Robert Iscove : Mitch
- 1999 : Clubland (en)
- 2000 : Citizens of Perpetual Indulgence
- 2000 : Piccadilly Pickups
- 2000 : The Price of Air
- 2000 : Boys Life 3 (en)
- 2001 : Friends (saison 7 épisode 22, Celui qui rencontrait l'auteur de ses jours) : le serveur travesti
- 2001 : The Woman Every Man Wants
- 2001 : Audit (court métrage)
- 2001 : Digital Sex (documentaire)
- 2002 : The Trip de Miles Swain : Michael
- 2002 : Spun de Jonas Åkerlund : la moustache
- 2003 : Killer Drag Queens On Dope (en)
- 2003 : The Movie Hero (en)
- 2003 : Wasabi Tuna (en)
- 2005 : Les Seigneurs de Dogtown (Lords of Dogtown) de Catherine Hardwicke : Tranny (caméo)
- 2005 : Hubert Selby Jr: It'll Be Better Tomorrow (en) (documentaire)
- 2014 : Famille recomposée (Blended) de Frank Coraci : Georgina, à l'orgue